# 1-я Боевская улица
Пе́рвая Бо́евская у́лица (название с конца XIX века) — улица в Восточном административном округе города Москвы на территории района Сокольники.

## История
Улица получила своё название в конце XIX века по фамилии купцов, известных московских благотворителей братьев Боевых, один из которых, Н. И. Боев, в 1890 году выделил средства на устройство и содержание Боевской богадельни — дома призрения для престарелых (построен в 1894 году; ныне здание занимает Московский городской научно-практический центр борьбы с туберкулёзом).

## Расположение
1-я Боевская улица, являясь продолжением Малой Остроумовской улицы, проходит от улицы Стромынки на юго-восток, пересекая 2-ю Боевскую улицу, до улицы Матросская Тишина, за которой продолжается как Большой Матросский переулок. Нумерация домов начинается от улицы Стромынки.

## Примечательные здания и сооружения
По чётной стороне:
- д. 2/12, стр. 9 — Боевские бани (здание заброшено);
- д. 6 — гостиница «Сокольники».

## Транспорт

### Автобус
- 78: на участке от улицы Стромынка до улицы Матросская Тишина.

### Метро
- Станция метро «Сокольники» Сокольнической линии и станция метро «Сокольники» Большой кольцевой линии (соединены переходом) — западнее улицы, на Сокольнической площади.